# Kaliskie Towarzystwo Wioślarskie

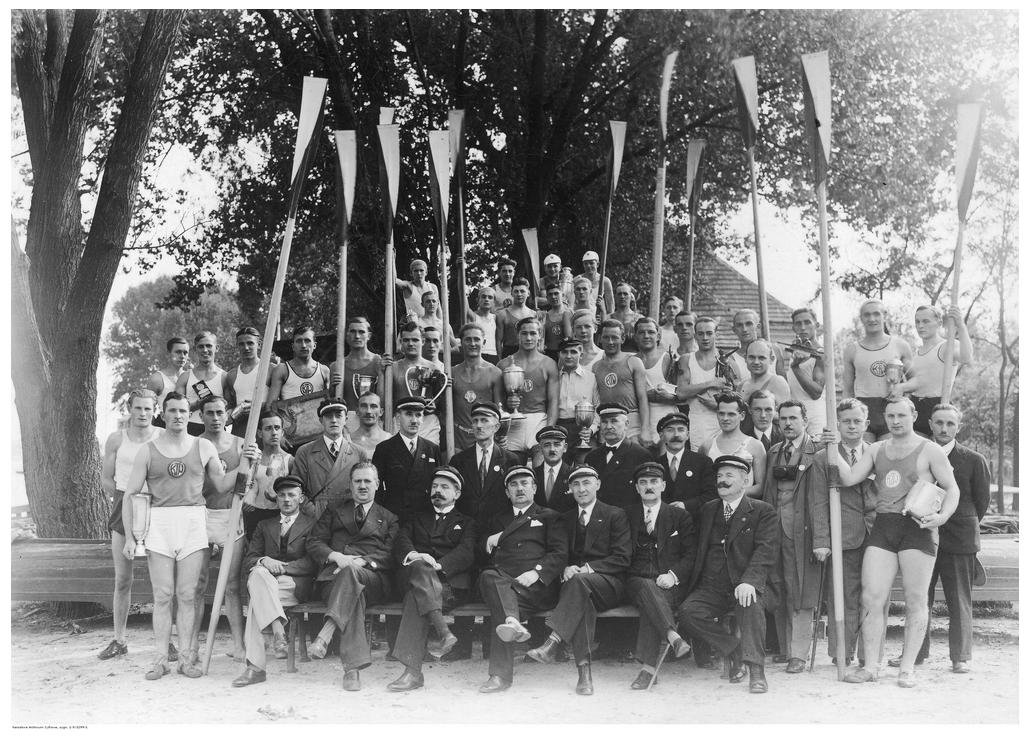
Zawodnicy i zarząd KTW (1934)

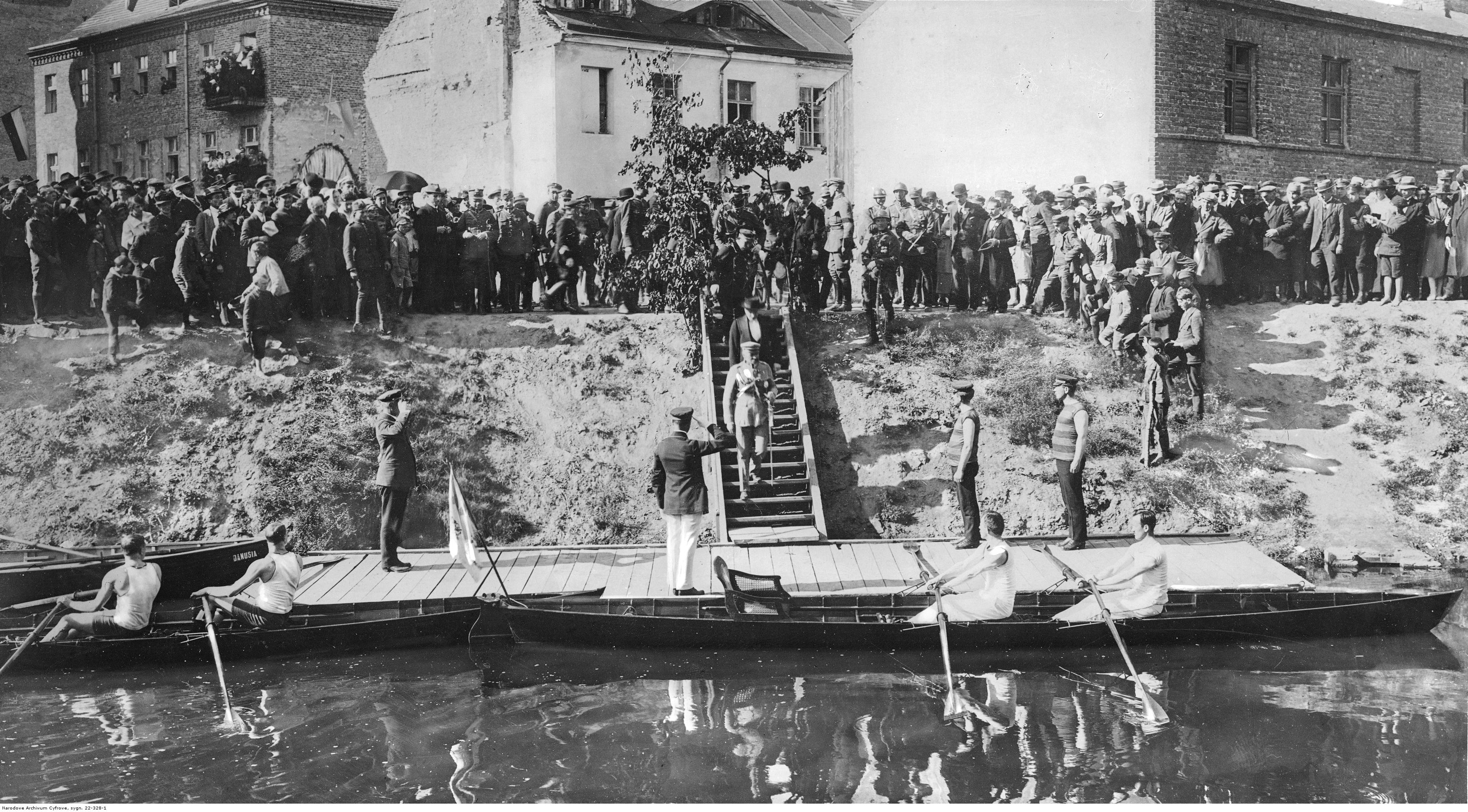
Wizyta marszałka J. Piłsudskiego w KTW Kalisz, 15 maja 1921 r.

Kaliskie Towarzystwo Wioślarskie (KTW) – stowarzyszenie kultury fizycznej, klub sportowy założony w 1894 w Kaliszu, najstarszy klub sportowy w Kaliszu i jeden z najstarszych takich klubów w Polsce; członek założyciel Polskiego Związku Towarzystw Wioślarskich (1919).

## Historia
Nieoficjalnie kółko żeglarskie istniało w Kaliszu od 1887, potem, dzięki gubernatorowi Michaiłowi Daraganowi klub został zarejestrowany w 1894 i działał jako oddział warszawskiej filii Cesarskiego Towarzystwa Ratowania Tonących, a pod obecną nazwą działa od 1907. Pierwszym prezesem towarzystwa był Józef Radwan, który funkcję tę pełnił do 1906 i w latach 1918–1923, zostając po odzyskaniu niepodległości również pierwszym prezesem Polskiego Związku Towarzystw Wioślarskich. W latach 1896–1897 wiceprezesem KTW był znany kaliski społecznik Ludomir Chojnowski, weteran powstania styczniowego. Kolejnym prezesem został Jan Motylewski (zm. 1941).
Druga przystań KTW, którą zbudowano na lewym brzegu Prosny, została uroczyście otwarta 4 maja 1913. W 1934 osady wioślarskie KTW w zawodach ogólnokrajowych zdobyły 12 pucharów, dzięki czemu klub zajął I miejsce w punktacji Polskiego Związku Towarzystw Wioślarskich na najlepszy klub w Polsce.
Po II wojnie światowej, w sierpniu 1945 roku wioślarze KTW wzięli udział w regatach o Mistrzostwo Polski, które odbywały się w Bydgoszczy, gdzie ósemka ze sternikiem wywalczyła pierwsze po wojnie Mistrzostwo Polski. Największe sukcesy w postaci mistrzostw i wicemistrzostw Polski zawodnicy KTW Kalisz zdobywali w latach 50. i 60., kiedy trenerem wioślarzy był Władysław Żyto. Wówczas karierę w KTW rozpoczynali m.in. Kazimierz Naskręcki (dwunastokrotny mistrz Polski i późniejszy olimpijczyk z Tokio w 1964) oraz Ryszard Rasztar (mistrz Polski z 1960), którzy w 1958 jako zawodnicy KTW Kalisz reprezentowali Polskę na Mistrzostwach Europy w Poznaniu, zdobywając 5 miejsce w czwórce ze sternikiem.
Od 1 września 1961 przy KTW działa sekcja kajakowa, jej zawodnicy pierwszy sukces w Mistrzostwach Polski odnieśli w 1965, kiedy to osada K-2 juniorów zdobyła złoty medal, a osada dziewcząt w K-4 medal srebrny. 
W sekcji kajakarskiej zawodniczką była Marta Walczykiewicz, mistrzyni świata w sztafecie K-1 4x200 m na mistrzostwach w 2014, siedmiokrotna wicemistrzyni świata, olimpijka z Londynu (2012) i z Rio de Janeiro (2016), gdzie zdobyła srebrny medal w zawodach K-1 na 200 m; obecnie trenuje tam Katarzyna Kołodziejczyk, wielokrotna medalistka Mistrzostw Świata i Mistrzostw Europy.